# Đội tuyển bóng chuyền nam quốc gia Algérie
Đội tuyển bóng chuyền nam quốc gia Algérie là đội bóng đại diện cho Algérie tại các cuộc thi tranh giải và trận đấu giao hữu bóng chuyền ở phạm vi quốc tế.